# Wolof gambien
Cet article concerne la langue de Gambie. Pour la langue du Sénégal et de Mauritanie, voir Wolof (langue). Pour le peuple, voir Wolofs.
Pour les articles homonymes, voir Wolof.
Le wolof gambien est une langue sénégambienne parlée en Gambie. Elle est intelligible avec le wolof sénégalais, mais suffisamment différente pour être classée à part.

## Utilisation
Cette langue est parlée par 226 000 personnes en 2001, principalement dans les villes de Serrekunda, Bakau et la capitale Banjul, ainsi que dans les divisions de North Bank, Central River et Upper River.

## Écriture
Elle s'écrit avec l'alphabet latin.